# Thorictus crinitus
Thorictus crinitus is een keversoort uit de familie spektorren (Dermestidae). De wetenschappelijke naam van de soort werd in 1967 gepubliceerd door Andreae.